# 松浦俊輔
松浦 俊輔（まつうら しゅんすけ、1956年 - ）は、科学哲学を専門とする日本の翻訳家。名古屋学芸大学非常勤講師。
哲学的な側面を含んだ一般向けの数学・科学関係の書籍を多数日本語に翻訳している。主な翻訳のフィールドは純粋数学、確率統計、理論物理学、進化生物学など。代表的な訳書としては、一般向けのもので『ビル・ゲイツの面接試験』や『素数に憑かれた人たち リーマン予想への挑戦』など、またある程度専門家向けものとしてリー・スモーリンの『迷走する物理学』などがある。

## 略歴
- 1979年　東京大学教養学部教養学科 科学史科学哲学卒業。
- 1987年　同大学院比較文学比較文化博士課程満期退学。
- 1989年　名古屋工業大学工学部専任講師。
- 1992年　同助教授（科学哲学）
- 2000年　同情報メディア教育センター助教授。
- 2002年　退職。

## 著作

### 翻訳
- グーザ・サモシ『時間と空間の誕生　蛙からアインシュタインへ』青土社、1987年12月。
- クロード・ベルナール 著、伊東俊太郎ほか 編『ベルナール』長野敬・小松美彦・鬼頭秀一・斎藤光・金森修共訳、朝日出版社〈科学の名著 第2期 9〉、1989年2月。ISBN 4-255-88032-8。
- ジョン・グリビン『進化の化学　ダーウィンからDNAへ』青土社、1989年3月。
- ジョージ・A・サイルスタッド『宇宙というネットワーク　生命と意識の誕生』青土社、1990年8月。ISBN 4-7917-5089-6。
- リチャード・モリス『越境する宇宙論　科学の極限』青土社、1991年12月。
- ゲーリー・ズーカフ『カルマは踊る』大島保彦共訳、青土社、1992年3月。
- フランソワ・ダゴニェ『バイオエシックス　生体の統御をめぐる考察』金森修共訳、法政大学出版局〈叢書・ウニベルシタス〉、1992年7月。
- デビッド・ジョセフ・ウィークス、ケイト・ウォード『エクセントリックス』青土社、1993年1月。
- リン・マーグリス、ドリオン・セーガン『不思議なダンス　性行動の生物学』青土社、1993年6月。
- ギタ・ペシスーパステルナーク『デカルトなんかいらない？　カオスから人工知能まで、現代科学をめぐる20の対話』産業図書、1993年7月。
- ポール・デイビス、ジョン・グリビン『＜物質＞という神話』青土社、1993年11月。
- デヴィッド・リンドリー『物理学の果て　統一理論という神話』青土社、1994年10月。
- ウィリアム・パウンドストーン『囚人のジレンマ　フォン・ノイマンとゲームの理論』共訳、青土社、1995年3月。
- マルク・キルシュ 編『倫理は自然の中に根拠をもつか』産業図書、1995年8月。
- ドミニク・テレ＝フォルナチアーリ『非合理の誘惑　科学が神秘に触れるとき』青土社、1996年1月。
- マイケル・ジョーダン『世界の神話　主題別事典』共訳、青土社、1996年1月。
- スラヴォイ・ジジェク『快楽の転移』小野木明恵訳、青土社、1996年3月。
- ロジャー・G・ニュートン『宇宙のからくり』青土社、1996年4月。
- ピアス・J・ハワード『脳をすこし良くする本』共訳、青土社、1996年9月。
- コリン・ウィルソン『世界大犯罪劇場』共訳、青土社、1997年2月。
- リチャード・アードス、アルフォンソ・オルティス 編『アメリカ先住民の神話伝説』共訳、青土社、1997年5月。
- ドナルド・ゴールドスミス『宇宙の正体　アインシュタインの大いなるミス？』青土社、1997年5月。
- ダニエル・ブアスティン『クレオパトラの鼻』青土社、1997年6月。
- ロビン・ダンバー『科学がきらわれる理由』青土社、1997年6月。
- スラヴォイ・ジジェク『仮想化しきれない残余』青土社、1997年10月。
- デヴィッド・リンドリー『量子力学の奇妙なところが思ったほど奇妙でないわけ』青土社、1997年12月。
- ジョン・レスリー『世界の終焉　今ここにいることの論理』青土社、1998年6月。
- スティーヴン・ミズン『心の先史時代』牧野美佐緒訳、青土社、1998年8月。
- デービッド・リーミング、マーガレット・リーミング『創造神話の事典』共訳、青土社、1998年8月。
- フレドリック・ジェイムソン『時間の種子　ポストモダンと冷戦以後のユートピア』小野木明恵訳、青土社、1998年11月。
- ロビン・ダンバー『ことばの起源　猿の毛づくろい、人のゴシップ』服部清美訳、青土社、1998年11月。
- ヴァルター・ブルケルト『人はなぜ神を創りだすのか』青土社、1998年12月。
- ゲリット・L・ヴァーシュアー『インパクト！　小惑星衝突の脅威を探る』朝日新聞社、1998年12月。
- デイヴィッド・E・ダンカン『暦をつくった人々　人類は正確な一年をどう決めてきたか』河出書房新社、1998年12月。
- デヴィッド・ジョージ・ゴードン『ゴキブリ大全』青土社、1999年3月。
- ジョン・ターニー『フランケンシュタインの足跡　バイオテクノロジーと現代の神話』青土社、1999年8月。
- ロジャー・G・ニュートン『科学が正しい理由』青土社、1999年11月。
- スラヴォイ・ジジェク『幻想の感染』青土社、1999年12月。
- ジョン・D・バロウ『科学にわからないことがある理由　不可能の起源』青土社、2000年5月。
- アーネスト・ゼブロウスキー『円の歴史　数と自然の不思議な関係』河出書房新社、2000年6月。
- デイヴィット・J・スカル『マッド・サイエンティストの夢　理性のきしみ』青土社、2000年8月。
- ジョン・A・パウロス『確率で言えば　日常に隠された数学』青土社、2001年3月。
- トニー・ジョーンズ『原子時間を計る　300億分の1秒物語』青土社、2001年12月。
- ロバート・カプラン『ゼロの博物誌』河出書房新社、2002年4月。
- ポール・J・ナーイン『ちょっと手ごわい確率パズル』青土社、2002年9月。
- マイケル・P・ギグリエリ『男はなぜ暴力をふるうのか　進化から見たレイプ・殺人・戦争』朝日新聞社、2002年10月。
- アーサー・I・ミラー『アインシュタインとピカソ　二人の天才は時間と空間をどうとらえたのか』ティビーエス・ブリタニカ、2002年11月。
- ジョン・D・バロウ『単純な法則に支配される宇宙が複雑な姿を見せるわけ』青土社、2002年12月。
- スラヴォイ・ジジェク『信じるということ』産業図書、2003年3月。
- デヴィッド・リンドリー『ボルツマンの原子　理論物理学の夜明け』青土社、2003年3月。
- マーチン・ゴースト『億万年を探る　時間の始まりへの旅』青土社、2003年4月。
- ウィリアム・パウンドストーン『ビル・ゲイツの面接試験　富士山をどう動かしますか？』青土社、2003年7月。
- ウィリアム・アーウィン 編『マトリックスの哲学』小野木明恵訳、白夜書房、2003年10月。
- マリナ・ベンジャミン『ロケット・ドリーム　宇宙空間から電脳空間へ』青土社、2003年11月。
- スティーヴン・S・ホール『不死を売る人びと　「夢の医療」とアメリカの挑戦』阪急コミュニケーションズ、2004年1月。
- ジョン・D・バロウ『宇宙に法則はあるのか』青土社、2004年6月。
- スティーヴン・ウェッブ『広い宇宙に地球人しか見当たらない50の理由　フェルミのパラドックス』青土社、2004年7月。
- ジョン・ダービーシャー『素数に憑かれた人たち　リーマン予想への挑戦』日経BP社、2004年8月。
- ウィリアム・パウンドストーン『パラドックス大全　世にも不思議な逆説パズル』青土社、2004年10月。
- マーク・E・エバハート『ものが壊れるわけ　壊れ方から世界をとらえる』河出書房新社、2004年11月。
- ドナルド・E・クヌース『至福の超現実数　純粋数学に魅せられた男と女の物語』柏書房、2004年12月。
- スティーヴン・セン『確率と統計のパラドックス　生と死のサイコロ』青土社、2005年1月。
- ジョン・D・バロウ『宇宙の定数』青土社、2005年3月。
- ダン・フォーク『万物理論への道　Tシャツに描ける宇宙の原理』青土社、2005年5月。
- スティーヴン・ウェッブ『現代物理学が描く突飛な宇宙をめぐる11章』青土社、2005年7月。
- デービス・ベアード『物のかたちをした知識　実験機器の哲学』青土社、2005年9月。
- ジョン・タバク青土社〈はじめからの数学 1-5〉、2005年。
- アルフレッド・S・ポサメンティエ、イングマル・レーマン『不思議な数πの伝記』日経BP社、2005年11月。
- ジョン・D・バロウ『無限の話』青土社、2006年3月。
- ジョセフ・メイザー『数学と論理をめぐる不思議な冒険』日経BP社、2006年4月。
- ロビン・アリアンロッド『世界を数式で想像できれば　アインシュタインが憧れた人々』青土社、2006年4月。
- ヘンリー・ペトロスキー『もっと長い橋、もっと丈夫なビル　未知の領域に挑んだ技術者たちの物語』〈朝日選書〉2006年8月。
- スティーヴン・ヴァン・ダルケン『図解アメリカ発明史　ふしぎで楽しい特許の歴史』青土社、2006年11月。
- ウィリアム・パウンドストーン『天才数学者はこう賭ける　誰も語らなかった株とギャンブルの話』青土社、2006年12月。
- フロー・コンウェイ、ジム・シーゲルマン『情報時代の見えないヒーロー　ノーバート・ウィーナー伝』日経BP社、2006年12月。
- ロビンズ・バーリング『言葉を使うサル　言語の起源と進化』青土社、2007年4月。
- ピーター・ウォイト『ストリング理論は科学か　現代物理学と数学』青土社、2007年11月。
- リー・スモーリン『迷走する物理学　ストリング理論の栄光と挫折、新たなる道を求めて』ランダムハウス講談社、2007年12月。
- ジョン・アレン・パウロス『数学者の無神論　神は本当にいるのか』青土社、2008年1月。
- ジョン・ダービーシャー『代数に惹かれた数学者たち』日経BP社、2008年4月。
- スティーヴン・スキナー『聖なる幾何学　すべてのものに隠された法則を解読する』監訳、ランダムハウス講談社、2008年7月。
- ダニエル・ケネフィック『重力波とアインシュタイン』青土社、2008年8月。
- テッド・ニールド『超大陸　100億年の地球史』青土社、2008年10月。
- ジョセフ・メイザー『ゼノンのパラドックス　時間と空間をめぐる2500年の謎』白揚社、2009年2月。
- マイケル・J・ブラッドリー『数学を育てた天才たち　確率、解析への展開』青土社〈数学を切りひらいた人びと 1-5〉、2009年4月。
- ジョン・D・バロウ『数学でわかる100のこと　いつも隣の列のほうが早く進むわけ』小野木明恵訳、青土社、2009年7月。
- ジュリアン・ハヴィル『世界でもっとも奇妙な数学パズル』青土社、2009年8月。
- マーク・レヴィ『機械じかけの数学　リーマンの定理、オイラーの公式への力学的アプローチ』青土社、2009年12月。
- ウィリアム・パウンドストーン『プライスレス　必ず得する行動経済学の法則』小野木明恵訳、青土社、2010年1月。
- アンドレアス・ワグナー『パラドクスだらけの生命　DNA分子から人間社会まで』青土社、2010年4月。
- アルフレッド・S・ポザマンティエ、イングマル・レーマン『不思議な数列フィボナッチの秘密』日経BP社、2010年
- アニル・アナンサスワーミー『宇宙を解く壮大な10の実験』河出書房新社、2010年
- Ｅ・ポール・ゼーア『バットマンになる！――スーパーヒーローの運動生理学』青土社、2010年
- レン・フィッシャー『日常生活に潜むゲーム理論』日経BP社、2010年
- なぜ経済予測は間違えるのか?---科学で問い直す経済学 デイヴィッド・オレル　河出書房新社、2011
- ウォルター・アイザックソン『アインシュタイン その生涯と宇宙』二間瀬敏史監訳、関宗蔵・松田卓也共訳、武田ランダムハウス、2011年
- Ｃ・シューノーヴァー『ヴィジュアル版　脳の歴史』河出書房新社、2011年11月。
- Ｋ・シュルツ『まちがっている』青土社、2011年11月。
- Ｊ・Ｄ・バロウ『数学でわかるオリンピック１００の謎』青土社、2012年6月。
- レン・フィッシャー『群れはなぜ同じ方向を目指すのか？』白揚社、2012年8月。
- ジュリアン・ハヴィル『無理数の話』青土社、2012年11月。
- ブライアン・ゲンスラー『とてつもない宇宙』河出書房新社、2012年11月。
- ジム・アル＝カリーリ『物理パラドックスを解く』ソフトバンククリエイティブ、2013年
- ジョン・グリビン『シュレーディンガーと量子革命』青土社、2013年3月。
- ウィリアム・J・クック『驚きの数学――巡回セールスマン問題』青土社、2013年
- スティーブン・ジョンソン『イノベーションのアイデアを生み出す七つの法則』日経BP社、2013年
- ジョン・H・ロング『進化する魚型ロボットが僕らに教えてくれること』青土社、2013年
- スティーヴン・ウェッブ『宇宙物理学者がどうしても解きたい12の謎』青土社、2013年
- ポール・J・ナーイン『0と1の話――ブール代数とシャノン理論』青土社、2013年
- ジェイソン・ローゼンハウス『モンティ・ホール問題――テレビ番組から生まれた史上最も議論を呼んだ確率問題の紹介と解説』青土社、2013年
- デヴィッド・リンドリー『量子力学の奇妙なところが思ったほど奇妙でないわけ［新装版］』青土社、2014年
- ジョン・グリビン『シュレーディンガーの猫、量子コンピュータになる。』青土社、2014年
- チャールズ・L・アドラー『広い宇宙で人類が生き残っていないかもしれない物理学の理由』青土社、2014年
- アーサー・ベンジャミン、ゲアリー・チャートランド、ピン・チャン『グラフ理論の魅惑の世界――巡回セールスマン問題、四色問題、中国人郵便配達問題』青土社、2015年
- マイケル・ハリス『オンライン・バカ――常時接続の世界がわたしたちにしていること』青土社、2015年
- ピーター・ギャリソン『アインシュタインの時計 ポアンカレの地図――鋳造される時間』名古屋大学出版会、2015年
- フィン・ブラントン『スパム[spam]――インターネットのダークサイド』生貝直人、成原慧監修、河出書房新社、2015年
- マーク・グッドマン『フューチャー・クライム――サイバー犯罪からの完全防衛マニュアル』青土社、2016年
- ダニエル・ロクストン、ドナルド・R・プロセロ 『未確認動物UMAを科学する――モンスターはなぜ目撃され続けるのか』化学同人、2016年
- ジョン・D・バロウ『数学を使えばうまくいく アート、デザインから投資まで数学でわかる100のこと』小野木明恵共訳. 青土社, 2016
- トマス・リッド『サイバネティクス全史 人類は思考するマシンに何を夢見たのか』作品社, 2017
- ショーン・キャロル『この宇宙の片隅に 宇宙の始まりから生命の意味を考える50章』青土社, 2017
- ジョシュア・ホールデン『暗号の数学 シーザー暗号・公開鍵・量子暗号…』青土社, 2017
- D・エジャトン『戦争国家イギリス 反衰退・非福祉の現代史』坂出健監訳, 佐藤秀昭, 高田馨里, 新井田智幸, 森原康仁共訳. 名古屋大学出版会, 2017
- ジョセフ・メイザー『フロックの確率』日経BP社, 2017
- タリス・オンストット『知られざる地下微生物の世界 極限環境に生命の起源と地球外生命を探る』青土社, 2017
- マーク・オコネル『トランスヒューマニズム 人間強化の欲望から不死の夢まで』作品社, 2018
- ニール・ドグラース・タイソン, マイケル・A・ストラウス, J・リチャード・ゴット『宇宙へようこそ 宇宙物理学をめぐる旅』青土社, 2018
- ダルトン・コンリー, ジェイソン・フレッチャー『ゲノムで社会の謎を解く 教育・所得格差から人種問題、国家の盛衰まで』作品社, 2018
- ハンス・クリスチャン・フォン・バイヤー『QBism 量子×ベイズ 量子情報時代の新解釈』森北出版, 2018
- アミーナ・カーン『生物模倣 自然界に学ぶイノベーションの現場から』作品社, 2018
- スティーヴン・ウェッブ『広い宇宙に地球人しか見当たらない75の理由 フェルミのパラドックス』青土社, 2018
- ジョディ・ウィーラー・トッペン, キャロル・テナント『親子でできるおいしい料理実験 ナショジオ式自由研究 実験の後は、おいしく食べよう!』滝川洋二監修. 日経ナショナルジオグラフィック社, 2018
- スティーヴン・ウェッブ『記号とシンボルの事典 知ってそうで知らなかった100のはなし』青土社, 2019
- キャロル・アン・リンツラー『進化する人体 虫垂、体毛、親知らずはなぜあるのか』柏書房, 2019
- ダニエル・L・エヴェレット『人類の最も偉大な発明　言語の起源』白揚社、2020

### 論文・書評・エッセイ
- 松浦俊輔「時間の言葉--時間意識の底層」『比較文學研究』第43号、恒文社、1983年4月、23-45頁、ISSN 0437455X、NAID 40003214709。
- 松浦俊輔「物語の受容 : 芥川の｢再話｣をめぐって」『比較文学・文化論集』第3号、東京大学比較文学・文化研究会、1986年5月、17-30頁、doi:10.15083/00026720、ISSN 0911341X、NAID 120003324762。
- 松浦俊輔「「古事談」の素材配列--巻4の義家をめぐって」『国語と国文学』第65巻第6号、至文堂、1988年6月、15-27頁、ISSN 03873110、NAID 40001296529。
- 松浦俊輔「人間原理論覚書」『Litteratura』第11号、名古屋工業大学外国語教室、1990年10月、134-144頁、ISSN 0389-3197、NAID 120005973842。
- 松浦俊輔「人間原理試論― 一つの科学論に向けて」『Litteratura』第12号、名古屋工業大学外国語教室、1992年1月、199-216頁、ISSN 0389-3197、NAID 120005973848。
- 松浦俊輔「新「二つの文化」論序説」『Litteratura』第15号、名古屋工業大学外国語教室、1994年、114-97頁、ISSN 03893197、NAID 110000096984。
- 松浦俊輔「反デカルト主義--新しさのエンブレム (アフォ-ダンス--反デカルトの地平<特集>)」『現代思想』第22巻第13号、青土社、1994年11月、294-305頁、doi:10.11501/6055581、NAID 40001112281、NDLJP:6055581。
- 松浦俊輔「科学の衰退の正体--新「二つの文化」論覚書1」『Litteratura』第17号、名古屋工業大学外国語教室、1996年、90-76頁、ISSN 03893197、NAID 110000096996。
- 松浦俊輔「「バシュラール--科学と詩」金森修」『比較文學研究』第70号、恒文社、1997年、123-128頁、ISSN 0437455X、NAID 40003214461。
  - 金森修『バシュラール : 科学と詩』講談社〈現代思想の冒険者たち 05〉、1996年。ISBN 4062659050。 NCID BN14836314。
- 松浦俊輔「科学が嫌われるわけ―新「二つの文化」論(2)―」『Litteratura』第18号、名古屋工業大学言語文化教室、1997年、118-103頁、ISSN 03893197、NAID 120005973867。
- 松浦俊輔「科学と総合的な判断―新「二つの文化」論のための覚書(3)」『Litteratura』第19号、名古屋工業大学言語文化講座、1998年、48-35頁、ISSN 03893197、NAID 120005973869。
- 松浦俊輔「科学という魔法―新「二つの文化」論覚書(4)」『Litteratura』第20号、名古屋工業大学言語文化講座、1999年、152-137頁、ISSN 03893197、NAID 120005973872。
- 松浦俊輔「現代宇宙論 現代宇宙論はどこを見ているのか--宇宙論のトピックめぐり (特集=宇宙論との対話)」『現代思想』第33巻第11号、青土社、2005年10月、66-79頁、NAID 40006926044。